# Unione per la Democrazia Francese
L'Unione per la Democrazia Francese (Union pour la démocratie française, UDF) è stato un partito politico francese di ispirazione liberal-democratica attivo dal 1972 al 2007, quando è confluito nel Movimento Democratico.
L'UDF, dopo la prima scissione subita nel 1998, e la seconda nel 2007, si caratterizza come un partito centrista, democristiano e liberale. Le peculiarità dell'UDF nel panorama politico francese sono state quelle di sostegno al decentramento politico ed amministrativo, alla preferenza per un sistema parlamentare rispetto a quello semi-presidenziale, al sostegno al processo di integrazione europea ed al tentativo di conciliazione tra laicità ed ispirazione religiosa.
L'UDF è stata, almeno a livello nazionale, sempre alternativa alla sinistra (Partito Socialista, Partito Comunista Francese, Verdi, Partito Radicale di Sinistra, Movimento Repubblicano e Cittadino), che si è caratterizzata per il sostegno ad un forte ruolo dello Stato in economia ed alla difesa di un deciso accentramento amministrativo, oltre che ad un laicità intesa come assenza del religioso dalla vita pubblica del paese. Dalla destra (Unione per un Movimento Popolare) l'UDF si è, invece distinta, nonostante anni di collaborazione a livello nazionale, per la contrarietà alla tendenza euroscettica, che a suo dire ha contraddistinto questa parte politica.

## Storia

### Dal 1978 al 2002
L'UDF è nata nel 1978 come confederazione di 5 partiti di ispirazione democristiana, socialdemocratica, liberale ed europeista:
- il Partito Repubblicano di Valéry Giscard d'Estaing, confluito nel 1998 in Democrazia Liberale, da cui a sua volta si scisse il Polo Repubblicano Indipendente e Liberale, poi riunitosi alla stessa UDF;
- il Centro dei Democratici Sociali (Centre des démocrates sociaux), erede del Movimento Repubblicano Popolare, confluito in Forza Democratica;
- il Movimento Democratico Socialista di Francia (Mouvement Démocrate Socialiste de France), nel 1995 ridenominato Partito Socialdemocratico e confluito anch'esso in Forza Democratica;
- il Partito Radicale, meglio noto col nome di Parti radical valoisien e ufficialmente denominato Partito repubblicano radicale e radical-socialista;
- la Federazione nazionale dei Club "Perspectives et Réalités" (Fédération nationale des Clubs Perspectives et Réalités), divenuto nel 1995 Partito Popolare per la Democrazia Francese (PPDF) e nel 2002 Convenzione Democratica.

A questi si aggiunse una sesta componente detta Aderenti diretti dell'UDF, che raccoglieva coloro che aderivano direttamente alla Confederazione e non ai singoli partiti.
Fautore della federazione moderata fu il Presidente della Repubblica Francese Valéry Giscard d'Estaing, il quale, intuendo una possibile rimonta delle sinistre alle legislative dello stesso anno, promosse la nascita di un polo moderato distinto dalla destra gollista.
Presidente del partito venne nominato Léotard (1978-1986) e, successivamente, Raymond Barre, che denunciò il sistema politico della coabitazione descritto come la causa della "de-responsabilizzazione politica". Alle elezioni politiche del 1978, l'UDF ottenne il 23,9% dei voti ed elesse ben 112 deputati. Alle successive politiche del 1981 il partito calò di poco in termini percentuali (21,7%), ma fu fortemente penalizzato dal sistema elettorale maggioritario uninominale a doppio turno, che gli permise di eleggere 53 seggi. Tale risultato fu, però, ampiamente compensato nelle elezioni del 1986, quando l'UDF pur scendendo al 15,5% elesse ben 127 deputati. Alle elezioni del 1997, l'UDF ottenne il 14,2% (-4,9% rispetto alle politiche del 1993), ma riuscì, comunque ad eleggere 108 deputati.
Nel 1998 la leadership del partito è stata assunta da François Bayrou, che ha sposato una linea di progressiva autonomia dal RPR (il partito gollista di centro-destra), anche se l'alleanza con i conservatori aveva permesso al partito di mantenere un numero elevato di deputati.

### La nuova UDF e la nascita del MoDem

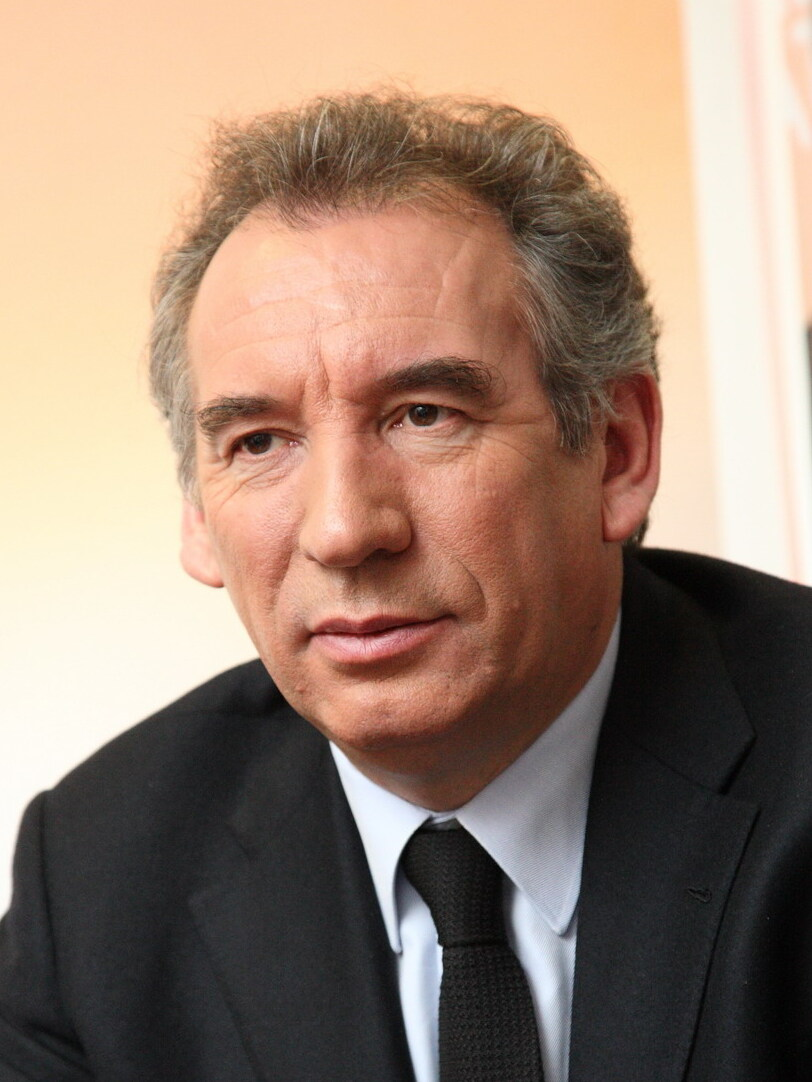
François Bayrou, che segna un allontanamento dell'UDF da destra.

Al Congresso nazionale del 1998, l'UDF decise di trasformarsi in un vero e proprio partito: la Nuova UDF.
Alla nascita del soggetto unitario presero però parte solo Forza Democratica, il Polo Repubblicano Indipendente e Liberale e gli aderenti diretti all'UDF. Democrazia Liberale, il Partito Radicale ed il Partito Popolare per la Democrazia Francese, la componente liberal-conservatrice e giscardiana del partito, confluirono nel 2002, insieme ai neogollisti del PRP, nell'Unione per un Movimento Popolare di Jacques Chirac e Nicolas Sarkozy.
La Nuova UDF, d'orientamento centrista e riformista è guidata da François Bayrou e mantenne la linea centrista di autonomia dai conservatori, entrando in diretta competizione con il partito di Chirac. Alle politiche del 2002, l'UDF, però, raccolse appena il 4,8% dei voti ed elesse 29 deputati.
Alle regionali ed alle europee del 2004, l'UDF presentandosi come l'unico partito apertamente federalista ed europeista ha conquistato su base nazionale il 10% dei voti. L'UDF elesse 11 parlamentari europei (tra cui Marielle de Sarnez, capodelegazione e vicepresidente Gruppo ALDE, e Jean-Marie Cavada, presidente della Commissione per le libertà civili, la giustizia e gli affari interni - LIBE fino a gennaio 2008, quando ha dato le dimissioni per partecipare alla campagna elettorale francese per le amministrative).
Col Congresso di Lione del gennaio 2006, l'UDF ha lanciato la campagna per la VI Repubblica, un sistema politico-istituzionale che abbandoni la coabitazione, elimini l'elezione diretta del Presidente della Repubblica e dia centralità al Parlamento. Come sistema elettorale l'UDF ha proposto di abbandonare il doppio turno di collegio per abbracciare il sistema tedesco (che assegna i seggi col sistema proporzionale ma elegge i deputati col maggioritario).
Nel 2004 l'UDF è stata cofondatrice, insieme al partito-gemello italiano La Margherita, del Partito Democratico Europeo, con l'intento di raccogliere i riformisti di centro ed i moderati che non si ritrovano né nel Partito Popolare Europeo, ritenuto ormai conservatore dopo l'ingresso di Forza Italia e del Partito Popolare spagnolo, né nel Partito Socialista Europeo, considerato troppo variegato, laicista e poco attento al processo di sviluppo europeo.
Alle presidenziali del 2007 Bayrou ottenne un importante successo con il 18,5% dei suffragi, incrementando di ben 13 punti il risultato delle presidenziali del 2002. Il candidato centrista si trovò, così, ago della bilancia del ballottaggio. Preferì limitarsi ad invitare i propri elettori a non votare il candidato conservatore Sarkozy, che ciò nonostante risultò eletto.
Contro la volontà di parte di eletti dell'UDF, nel maggio 2007, la direzione del partito approvò la decisione di Bayrou di trasformarsi in una nuova formazione politica, Movimento Democratico, con l'intento di raccogliere il consenso degli elettori moderati, che avevano scelto Bayrou quale alternativa sia all'UMP, che al PS. La componente dissidente abbandonò il partito dando vita al Nuovo Centro. Le elezioni politiche premiarono il progetto del MoDem in termini percentuali con il 7,6% dei consensi, ma non in termini di seggi, appena 3. Il Nuovo Centro, invece, grazie all'accordo elettorale con l'UMP, con appena il 2,4% dei voti, elesse ben 21 deputati.
Con le elezioni del 2007 e la nascita del MoDem, termina la fase di transizione, rappresentata dalla Nuova UDF, dalla vecchia UDF ad un nuovo movimento autonomo sia dalla destra, che dalla sinistra.

## Presidenti
| Ritratto | Presidente               | Mandato           | Mandato           | Note |
| -------- | ------------------------ | ----------------- | ----------------- | --- |
|          | Jean Lecanuet            | 1º febbraio 1978  | 30 giugno 1988    | Ministro nei governi Chirac I e Barre I, è presidente di diversi movimenti centristi come l'MRP, CD e il CDS. È diventato presidente dell'UDF nel 1978 quando il partito è stato fondato da Valéry Giscard d'Estaing e ha ricoperto questa carica fino al 1988. |
|          | Valéry Giscard d'Estaing | 30 giugno 1988    | 31 marzo 1996     | Presidente della Repubblica francese dal 1974 al 1981. Successivamente ha sostenuto Raymond Barre nelle elezioni presidenziali del 1988 poi Jacques Chirac nelle elezioni presidenziali del 1995 mentre la maggioranza dei membri dell'UDF ha sostenuto la candidatura di Édouard Balladur. Ha lasciato la presidenza nel 1996.                                                             |
|          | François Léotard         | 31 marzo 1996     | 16 settembre 1998 | Ministro nei governi Chirac II e Balladur, è stato eletto nel 1996 e già presidente del Partito Repubblicano. Ha lasciato la presidenza nel 1998 a seguito di divisioni interne. |
|          | François Bayrou          | 16 settembre 1998 | 30 novembre 2007  | Ministro nei governi Balladur e Juppé, è stato eletto presidente nel 1998. Candidato alle elezioni presidenziali del 2002, è stato eliminato al primo turno con il 6,84%, durante le elezioni presidenziali del 2007 è stato nuovamente eliminato al primo turno ma il suo punteggio è poi arrivato al 18,57%. L'UDF è scomparso il 30 novembre 2007, sostituito dal Movimento Democratico. |

## Nelle istituzioni

### Parlamentari

#### Deputati 2002-2007
- Pierre Albertini (risultati)
- Gilles Artigues (risultati)
- François Bayrou (risultati)
- Bernard Bosson (risultati)
- Charles de Courson (risultati)
- Stéphane Demilly (risultati)
- Jean Dionis du Séjour (risultati)
- Gilbert Gantier (risultati)
- Francis Hillmeyer (risultati)
- Anne-Marie Idrac (risultati)
- Jean-Christophe Lagarde (risultati)
- Jean Lassalle (risultati)
- Maurice Leroy (risultati)

- Claude Leteurtre (risultati)
- Hervé Morin (risultati)
- Nicolas Perruchot (risultati)
- Jean-Luc Préel (risultati)
- Jean-François Régère (risultati)
- Gilles de Robien (risultati)
- François Rochebloine (risultati)
- Rudy Salles (risultati)
- André Santini (risultati)
- François Sauvadet (risultati)
- Rodolphe Thomas (risultati)
- Gérard Vignoble (risultati)

Non aderiscono al gruppo 4 deputati eletti con l'UDF, che aderiscono all'UMP:
- Emile Blessig (risultati)
- Patrick Herr (risultati)
- Jean-Marc Lefranc (risultati)
- Michel Roumegoux (risultati)

Aderiscono al gruppo 3 deputati eletti con l'UMP e 1 con RPF:
- Jean-Pierre Abelin (risultati)
- Pierre-Christophe Baguet (risultati)
- Anne-Marie Comparini (risultati)
- Philippe Folliot (risultati)

### Presidenti del Parlamento europeo
- Simone Veil (1979–1982)
- Pierre Pflimlin (1984–1987)
- Nicole Fontaine (1999–2002)

## Congressi
- febbraio 1979: 1º Congresso di Parigi
- novembre 1982: Congresso di Pontoise
- novembre 1998: Congresso di Lilla
- dicembre 2000: Congresso di Angers
- dicembre 2001: Congresso di Amiens
- gennaio 2003: 2º Congresso di Parigi
- 21 – 23 gennaio 2005: 3º Congresso di Parigi
- 28 – 29 gennaio 2006: Congresso straordinario di Lione
- 30 novembre 2007: Congresso straordinario di Villepinte, approvando l'integrazione dell'UDF nel Movimento Democratico.